# Le Sortilège des gâtines
 (juillet 2025).
Si vous disposez d'ouvrages ou d'articles de référence ou si vous connaissez des sites web de qualité traitant du thème abordé ici, merci de compléter l'article en donnant les références utiles à sa vérifiabilité et en les liant à la section « Notes et références ».
Le Sortilège des gâtines est la seizième histoire de la série Isabelle de Will et Yvan Delporte. Elle est publiée pour la première fois du no 2815 au no 2826 du journal Spirou.